# Yucumo
Yucumo ist eine Landstadt im Departamento Beni im Tiefland des südamerikanischen Anden-Staates Bolivien.

## Lage im Nahraum
Yucumo ist die zweitgrößte Stadt des Municipio San Borja in der Provinz Ballivián. Die Stadt liegt auf einer Höhe von 261 m am Südostende des Höhenrückens der Sierra Muchanes.

## Geographie
Yucumo liegt im bolivianischen Teil des Amazonasbeckens östlich der Gebirgsketten des Landes in einem ganzjährig humiden Klima. Die mittlere Durchschnittstemperatur der Region liegt bei 26 °C (siehe Klimadiagramm Rurrenabaque) und schwankt nur unwesentlich zwischen 23 °C im Juni und Juli und gut 27 °C von Oktober bis Dezember. Der Jahresniederschlag beträgt knapp 2000 mm, mit einer ausgeprägten Regenzeit von Dezember bis März mit 200–300 mm Monatsniederschlag und niedrigsten Monatswerten knapp unter 100 mm von Juli bis September.

## Verkehrsnetz
Yucumo liegt in einer Entfernung von 281 Straßenkilometern westlich von Trinidad, der Hauptstadt des Departamentos, und fünfzig Kilometer südwestlich von San Borja, dem Verwaltungssitz des Municipios.
Von Trinidad führt die weitgehend unbefestigte Nationalstraße Ruta 3 in westlicher Richtung über San Ignacio de Moxos und San Borja bis Yucumo. Von dort führt sie über 321 km in südwestlicher Richtung weiter über Quiquibey, Caranavi und den Pass La Cumbre nach La Paz.
In Yucumo zweigt die Ruta 8 in nördlicher Richtung ab und führt über Rurrenabaque und Reyes bis nach Riberalta und Guayaramerín an der brasilianischen Grenze.

## Bevölkerung
Die Einwohnerzahl der Stadt ist in den vergangenen beiden Jahrzehnten auf mehr als das Dreifache angestiegen:
| Jahr | Einwohner | Quelle       |
| ---- | --------- | ------------ |
| 1992 | 1 404     | Volkszählung |
| 2001 | 3 090     | Volkszählung |
| 2012 | 4 693     | Volkszählung |
| 2024 |           | Volkszählung |